# Nicolai Wichmann
Nicolai Wichmann (død oktober 1729) var en dansk portrætmaler, far til Peter Wichmann.
Han fik 11. december 1703 bestalling som dronning Louises hofskildrer og blev snart efter gift med Sara Jensdatter Foght; 23. august 1721 fik han bestalling som dronning Anna Sophie Reventlows hofskildrer; han døde i oktober (bisat 24. oktober) 1729. I årene 1717 til 1729 fik han betaling for adskillige arbejder til hoffet. Der tillægges ham endnu enkelte portrætter, deriblandt et af Frederik IV, i hvilket han har malet kongens åsyn, medens Hendrik Krock har tilføjet det øvrige; maleriet findes på Rosenborg.